# Nu metal
Il nu metal, talvolta chiamato anche aggro-metal, neo-metal o adidas rock e scritto anche nü metal, è un sottogenere della musica heavy metal e in particolare dell'alternative metal, nato negli Stati Uniti a metà degli anni novanta e compreso nel crossover. Generalmente mescola elementi dell'heavy metal e soprattutto della sua variante alternative con quelli di altri stili musicali, specie rap, funk, industrial metal e post-grunge.
Il nu metal nacque dall'evoluzione di alcune varianti dell'alternative metal, all'inizio degli anni novanta, e in seguito diventò un fenomeno musicale autonomo. Il genere ha acquisito fama definitiva all'inizio degli anni 2000, soprattutto nella sua variante rap metal, per poi declinare in seguito a favore di nuovi generi di fusione e d'ispirazione, tra i quali il nu metalcore, l'emo rap, il trap metal e l'hyperpop.
Korn e Deftones sono ritenuti gli iniziatori del genere; tuttavia anche i Limp Bizkit sono stati spesso citati nella sua storia, poiché furono il primo gruppo a seguire le coordinate dettate dai primi due e tra i primi ad ottenere molto successo, contribuendo così ai suoi sviluppi futuri. Anche i Linkin Park, durante i primi anni duemila, sono stati considerati importanti per il genere, soprattutto per il loro successo, dal momento che l'album Hybrid Theory è il più venduto dell'intera scena, con oltre 27 milioni di copie all'attivo.

## Storia del genere
Più che un genere il nu metal va considerato come un vero e proprio movimento, contraddistinto dal fatto di ascrivere a sé alcune delle principali tendenze musicali dei primi anni novanta, in sostanza relative al genere alternative metal.

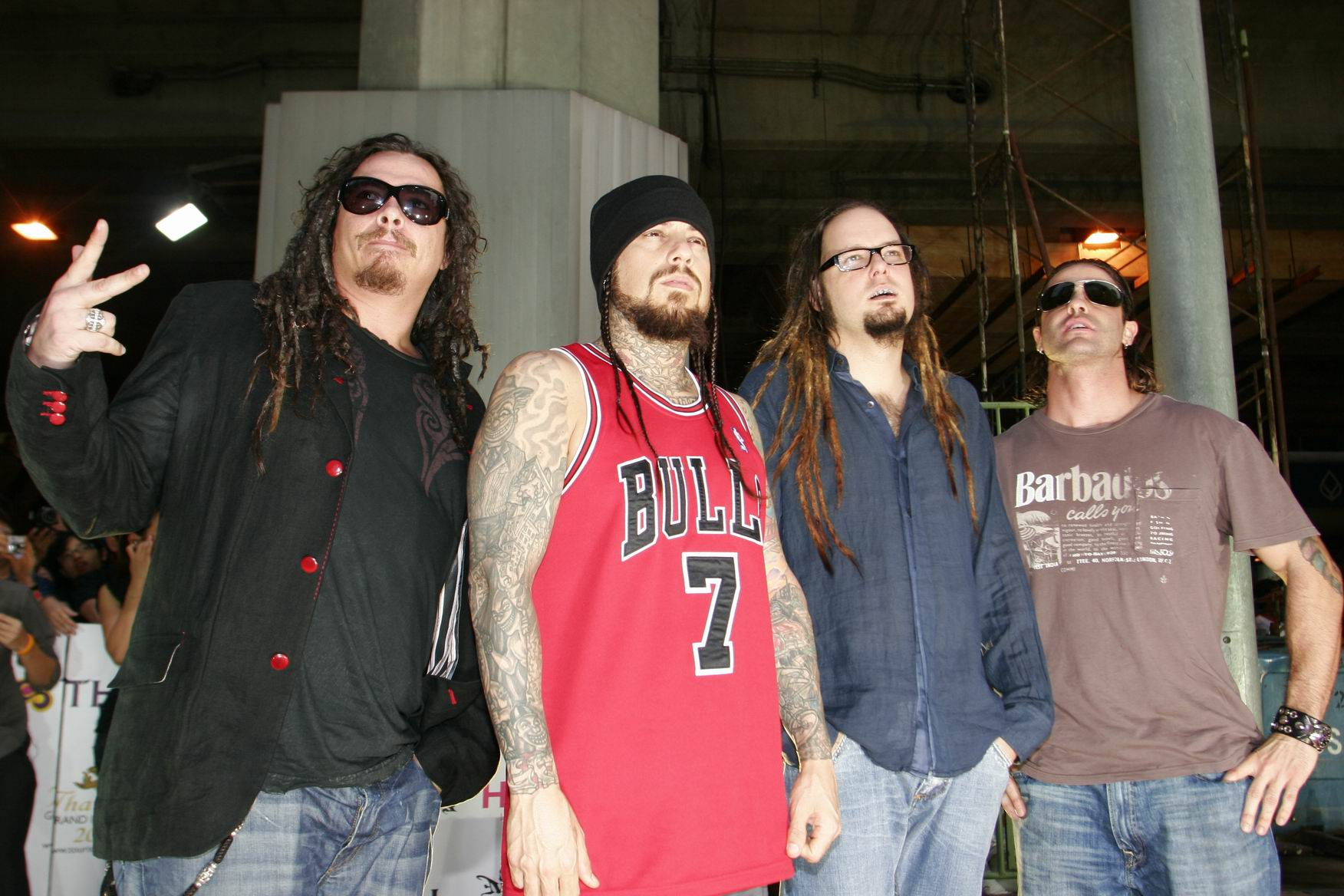
I Korn, ritenuti un gruppo fondamentale per la nascita del genere.

Il singolo che ha ispirato l'inizio del sottogenere è considerato Walk This Way (1986), nato dalla collaborazione tra Run DMC ed Aerosmith, con la produzione di Rick Rubin. Il brano faceva parte della lista tracce del terzo album in studio dei Run DMC, Raising Hell, ed è considerato il primo, in ordine cronologico, ad aver fatto conoscere al grande pubblico una formula musicale inedita per l'epoca, l'esecuzione di strofe rap su basi rock. Anche gruppi thrash metal come Anthrax e Slayer, alla fine degli anni ottanta, cominciarono a proporre brani con strofe rap e riff di chitarra vagamente metal: i primi pubblicarono infatti il singolo rap metal I'm the Man nel 1987, e quattro anni dopo collaborarono coi Public Enemy in una reinterpretazione di Bring the Noise. Anche i Beastie Boys esercitarono notevoli influssi sul genere, con vecchi campionamenti rock oppure con alcune collaborazioni con Kerry King, chitarrista degli Slayer.
Le prime vere avvisaglie del genere si ebbero con il Lollapalooza, festival itinerante ideato dai Jane's Addiction nel 1991. Allora si esibirono alcuni gruppi in grado di sperimentare ibridi musicali prima abbastanza insoliti.
Dopo la morte di Kurt Cobain, frontman dei Nirvana, nel 1994 il grunge e il primo rock alternativo declinarono, mentre nuove tendenze rock e metal iniziarono ad emergere. In entrambi gli stili iniziarono ad essere incorporati elementi da altri generi musicali. Il termine nu metal fu usato inizialmente per definire la musica dei Coal Chamber, ma anche per i successi dell'Ozzfest, festival ideato dall'ex-leader dei Black Sabbath Ozzy Osbourne nel 1997 e riservato esclusivamente al metal. La particolarità dell'Ozzfest era che in esso si esibivano sia gruppi esponenti dell'heavy metal classico o del thrash metal, che quelli più recenti e alternativi. Fu proprio tale festival a dimostrare l'esistenza di una fetta ancora ampia di pubblico, per questa musica. Se Led Zeppelin e Judas Priest erano citati come riferimento per l'heavy metal tradizionale, le nuove band s'ispirano tipicamente a sottogeneri successivi, come thrash metal ed alternative metal.

Un altro festival volto principalmente alla promozione di gruppi del genere fu il Family Values, ideato dai Korn nel 1998, nel quale a volte, oltre a gruppi nu metal, si esibirono anche artisti rap.

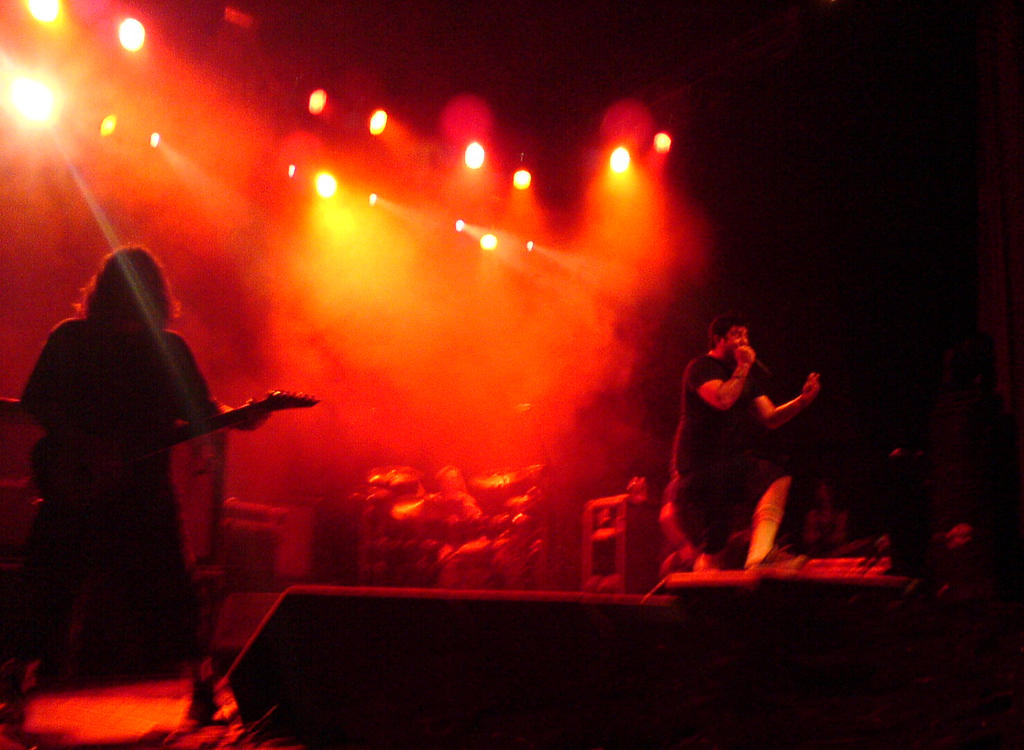
I Deftones, tra i gruppi che più hanno influenzato il genere e ritenuti i capostipiti insieme ai Korn.

I primi ad emergere storicamente nel genere nu metal furono i Korn nel 1994, con il loro debutto omonimo, ancora oggi considerato un album molto innovativo, tra i più importanti ed influenti per il genere. Nel 1995 uscì invece Adrenaline, disco d'esordio dei Deftones registrato più o meno in contemporanea a quello dei Korn. I Deftones dopo sei anni di concerti erano finalmente riusciti a firmare per una major e pubblicare così un album in studio. Un altro album molto importante ed influente per i gruppi nu metal successivi fu Around the Fur dei Deftones, del 1997, che presentava sonorità ulteriormente evolute e vicine al grunge, nel quale erano riconoscibili anche influenze hardcore punk e darkwave. Nello stesso anno i Limp Bizkit, con il loro album di debutto Three Dollar Bill, Yall$, dotato di una maggiore componente hip hop, riuscirono a riscuotere molto successo e a portare il genere nel mainstream. Sempre nel 1997, i Coal Chamber esordirono con il loro album omonimo, con sonorità che presentavano molte similitudini con quelle proposte dai Korn, dal quale riuscirono però a distinguersi con il successivo Chamber Music, incorporando in esso elementi di gothic metal ed una maggiore influenza industrial. Il termine nu metal fu inventato da un giornalista di Spin nel 1997, nella recensione di un concerto dei Coal Chamber. La maggioranza dei primi gruppi di genere proveniva dalla California.
Quattro anni dopo il debutto dei Korn, con l'uscita di Follow the Leader e l'apertura del Family Values Tour, il gruppo fu introdotto ad un pubblico più ampio, così come Kid Rock, P.O.D., Linkin Park, Limp Bizkit, Incubus, Orgy, Slipknot, Staind, Disturbed, Hed P.E. (vicini al rap metal) e Static-X (molto influenzati anche dalla musica elettronica). Tutti questi artisti iniziarono anche a riscuotere consensi su Total Request Live, noto programma di MTV, contribuendo così al rilancio di metal e rock. La rete musicale trasmise anche Return of the Rock (da cui furono tratte due compilation), in cui si esibirono vari gruppi nu metal emersi alle soglie degli anni 2000. Il successo fu così consolidato, e termine e categoria iniziarono, di conseguenza, a descrivere artisti che mescolavano il metal tradizionale con altri stili.
I gruppi nu metal sono soliti citare tra le proprie principali influenze gruppi quali Primus, Red Hot Chili Peppers, Living Colour e Fishbone, che ai loro tempi si distinsero per una forte impronta funk; Rage Against the Machine e Biohazard, tra i più importanti gruppi ad aver proposto un connubio tra chitarre distorte, tipicamente heavy metal, e strofe rap; Ministry, Fear Factory, Nine Inch Nails e Marilyn Manson, tra i principali esponenti dell'industrial metal; Faith No More, Jane's Addiction, Sepultura, White Zombie, Tool ed Helmet, vicini all'alternative metal. Sostengono anche di ispirarsi, più o meno direttamente, ad altri gruppi significativi hard rock, come i Black Sabbath, alla "tetrade del thrash metal" (Metallica, Megadeth, Slayer ed Anthrax, questi ultimi noti anche per aver incorporato nella loro musica elementi rap metal), ai gruppi del movimento grunge (in particolare ai Nirvana) e perfino alla new wave e al post punk di Cure e Depeche Mode.
Ross Robinson è stato etichettato da molti come "il Padrino del Nu Metal", avendo prodotto molti dei primi album del genere.
In Europa il nu metal è stato proposto da gruppi come gli svedesi Passenger, gli italiani Linea 77 ed Exilia, i gallesi Lostprophets e i tedeschi Guano Apes.
Tra la fine degli anni 2010 e l'inizio degli anni 2020, il genere ha riacquistato popolarità fondendosi con elementi elettronici e pop, grazie a pubblicazioni delle cantanti Poppy, Grimes e Rina Sawayama.

## Caratteristiche

### La struttura del brano
I brani sono spesso scritti nella forma canzone "classica": verso-ritornello-verso-ritornello-interludio-ritornello. Nella musica di gruppi come Deftones e System of a Down sono presenti pause improvvise o cambi di tempo inaspettati, i cosiddetti "stop & go".

### Voce

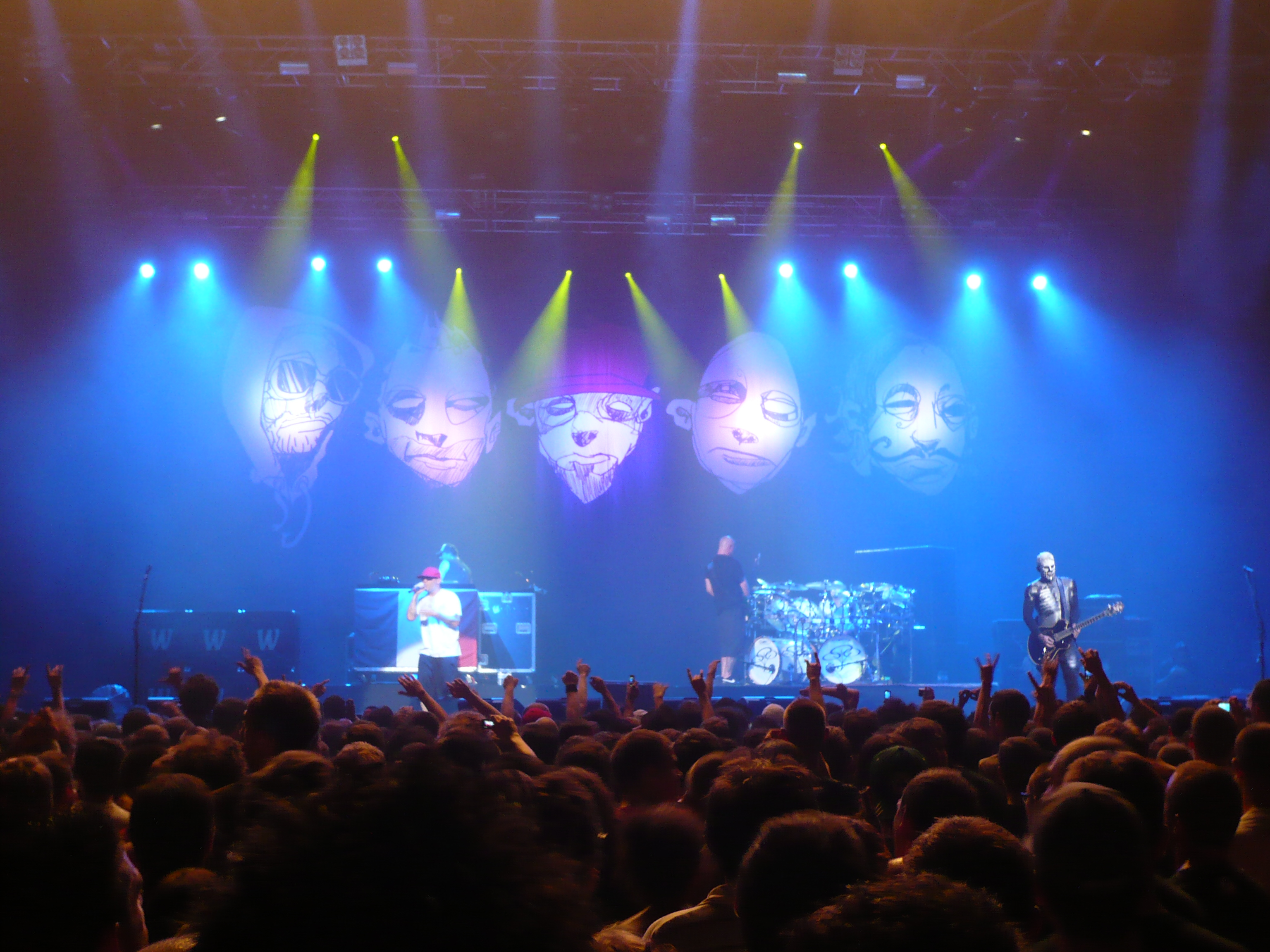
I Limp Bizkit durante un concerto.

Nel nu metal si ha una grande varietà di stili vocali, ma le componenti fondamentali sono essenzialmente quelle del rap, della new wave e dell'hardcore punk, oltre che ovviamente del metal tradizionale.
Talvolta sono presenti due voci in pianta stabile, che si occupano alternativamente delle linee melodiche, del growling o del rapping, come nei Linkin Park o nei Linea 77. Spesso è invece il singolo cantante a fare uso alternativamente dei vari stili, come fanno ad esempio Chino Moreno (Deftones), Fred Durst (Limp Bizkit), Jonathan Davis (Korn), Sonny Sandoval (P.O.D.), Jacoby Shaddix (Papa Roach) e Josey Scott (Saliva). Altra fonte di ispirazione nelle parti vocali nu metal è il grunge, come ad esempio nei Deftones, nei Godsmack, nei Drowning Pool,, negli Staind e nei Lostprophets. La tecnica vocale di Corey Taylor (Slipknot e Stone Sour) è molto influenzata anche dal growl tipico del death metal. Vi è poi l’eccezione dei Crazy Town, il cui cantato è quasi totalmente rap.

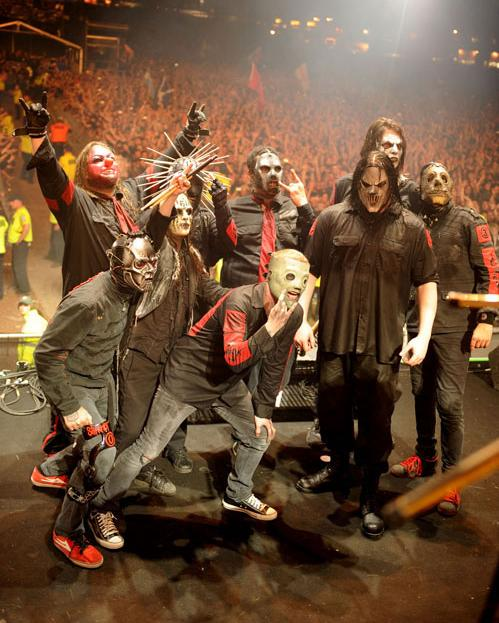
Gli Slipknot, uno dei gruppi più importanti del genere, al Download Festival 2009.

I testi interpretano spesso il disagio emotivo e la voglia di ribellione degli adolescenti degli anni novanta. Trattano temi introspettivi, della sofferenza interiore, del disagio familiare e delle difficoltà relazionali, come Korn, Linkin Park, Papa Roach e Limp Bizkit, che furono aspramente criticati e accusati di misoginia dopo la pubblicazione di Significant Other nel 1999. Importante è, seppur sia una tematica poco trattata, anche la componente politica e di rabbia più critica nei confronti della società (System of a Down). Sono spesso presenti anche tematiche sociali, spirituali o religiose (P.O.D. e Soulfly).

### Chitarra

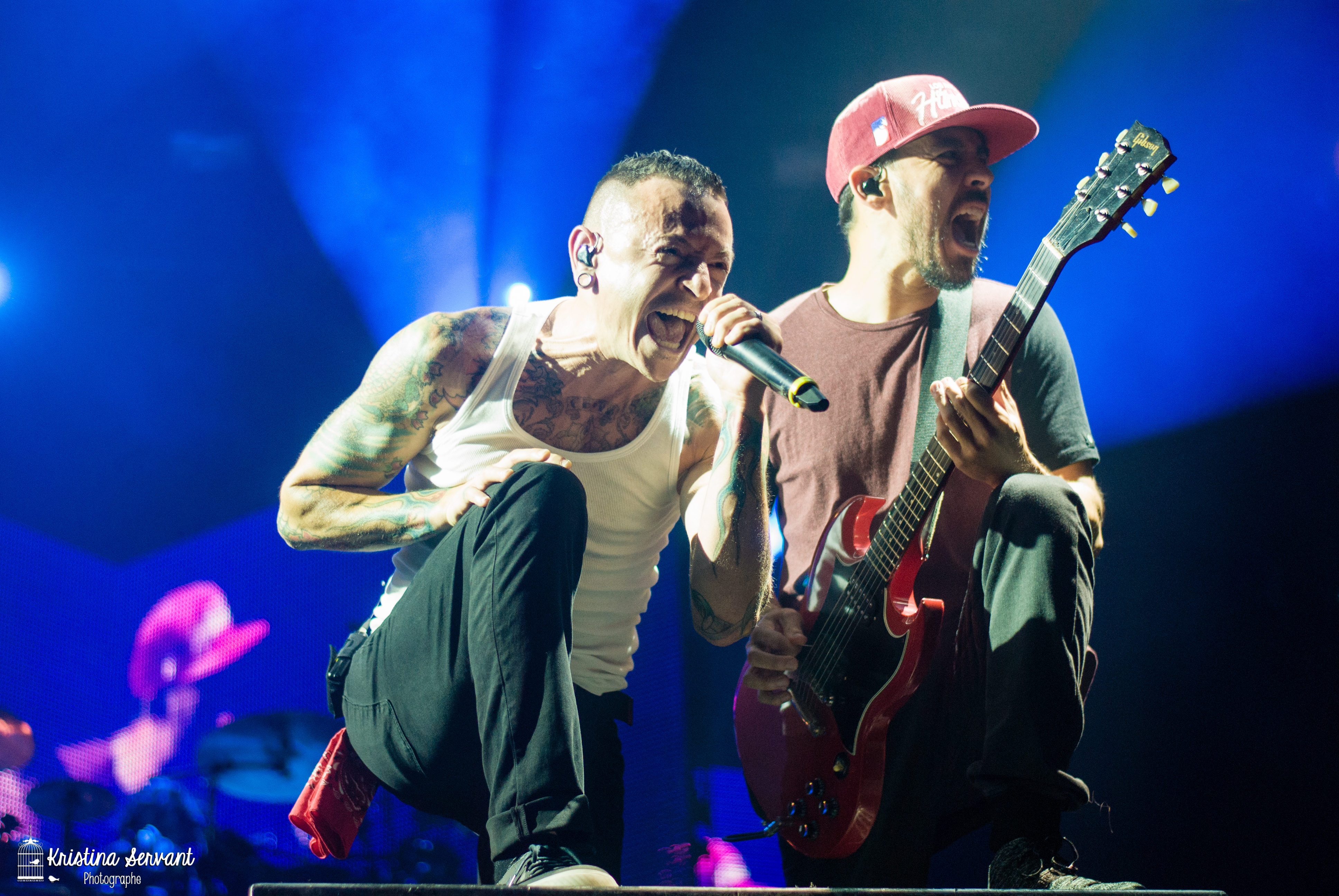
Mike Shinoda e Chester Bennington, frontman dei Linkin Park il cui album Hybrid Theory è il più venduto della scena

Le chitarre nu metal possono essere a sette corde, come quelle di Korn e Limp Bizkit, o a sei corde. Il ruolo della chitarra è stato praticamente storpiato, ed è assolutamente da escludere (tranne in rare eccezioni) la presenza di assoli virtuosistici. Mentre l'heavy metal tradizionale fonda le sue radici melodiche e ritmiche sulle chitarre (è ricco di intricati e virtuosi riff) e su queste basa un'importante parte di quasi tutte le canzoni, il nu metal le usa e le enfatizza come elemento prettamente ritmico. I riff spesso sono composti solo da poche note oppure riprendono il tema principale, seguendo modelli sincopati. Per enfatizzare queste pulsazioni ritmiche, i chitarristi nu metal generalmente fanno uso liberamente del palm muting, una tecnica che rende confusa la linea di confine fra nota melodica e pura forza ritmica.
Un'altra tecnica ampiamente usata dai chitarristi nu metal consiste nell'accordare le corde in una nota più grave (per esempio viene abbassata l'accordatura della sesta corda da Mi a Re, oppure viene addirittura aggiunta una settima corda): ed è così che l'altezza minore degli accordi produce suoni pieni e cavernosi.
Due dei migliori chitarristi del genere, sono ritenuti Wes Borland (Limp Bizkit, Big Dumb Face, Black Light Burns) e Stephen Carpenter (Deftones). Il secondo è stato anche inserito nella lista dei migliori chitarristi secondo Guitar World, mentre il primo si rifarebbe molto, secondo alcuni, allo stile di Page Hamilton (Helmet).

### Basso
Il basso, nel metal tradizionale, è spesso in armonia con la chitarra anche se alcuni bassisti (come Cliff Burton dei Metallica, Steve DiGiorgio dei Sadus, Markus Großkopf degli Helloween e Steve Harris degli Iron Maiden) tendono ad uscire da questa sostanziale rigidità compositiva.
In generale, la complessità della parte del basso dipende dal gruppo e dallo stesso bassista. Non solo il rap, ma anche il jazz e il funk hanno esercitato una forte influenza sul basso nu metal, tipicamente sincopato o spesso poliritmico come quelli di Sam Rivers (Limp Bizkit) e Ryan Martinie (Mudvayne).
Tra i bassisti del genere, viene annoverato soprattutto Reginald Arvizu. Il bassista dei Korn ha avuto una formazione funk ed hip hop e ricorre spesso alla tecnica dello slap, influenzato in questo da Les Claypool (Primus).

### Batteria

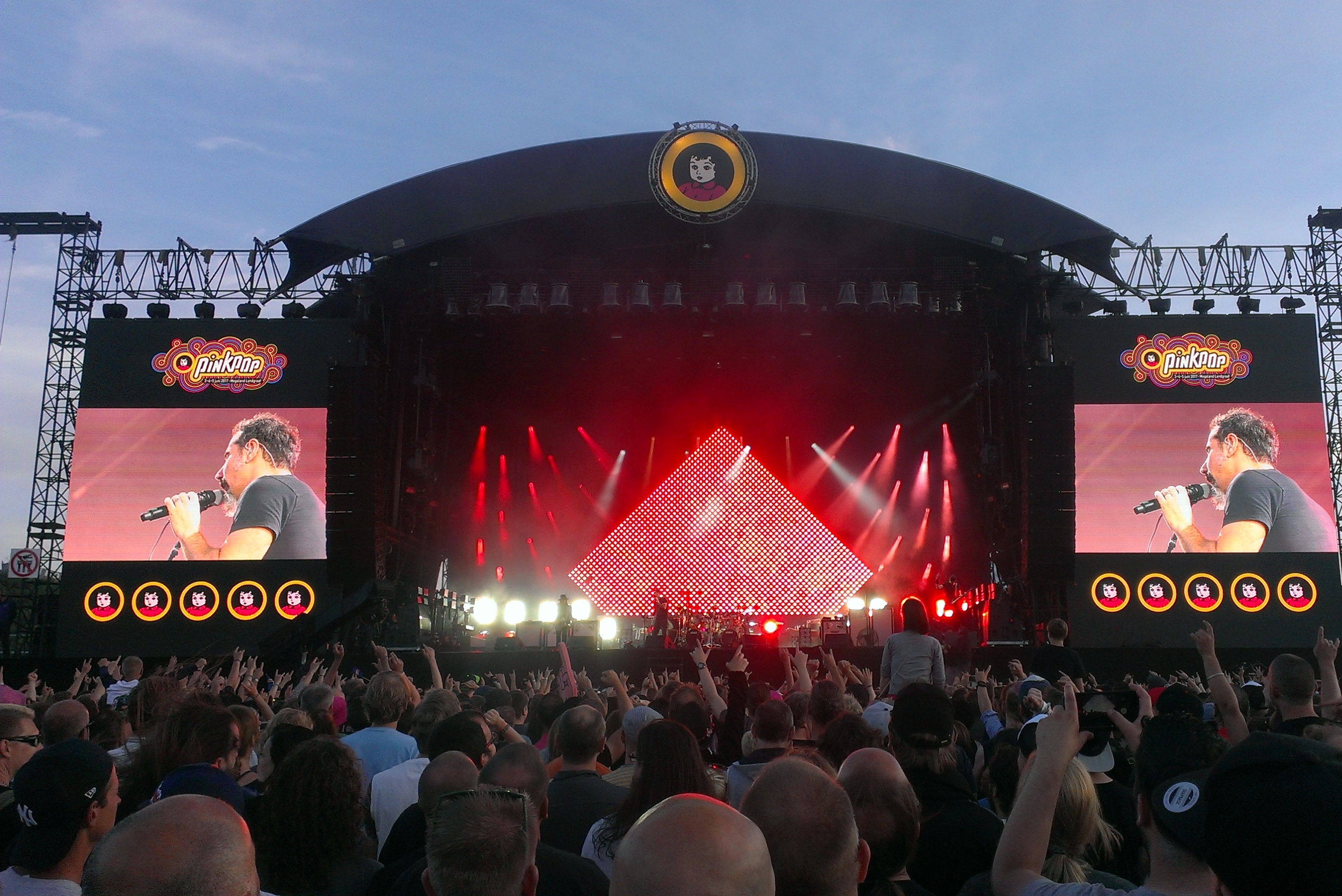
I System of a Down al Pinkpop 2017.

Il ritmo scandito dalla batteria è aggressivo come quello dell'heavy metal tradizionale, ma quasi sempre sincopato come quello dell'hip hop o del funk (generi che, come detto prima, hanno avuto forti influenze anche sul basso). Nel nu metal la doppia cassa (elemento indispensabile nell'heavy metal) è usata di rado (ad eccezione di gruppi come System of a Down e Slipknot) e i batteristi del genere sfruttano di rado il doppio pedale. In alcuni casi, la batteria serve anche a far risaltare le note scandite dai sintetizzatori, tendenza ereditata dal synthpop e dalla new wave britannica.
Tra i batteristi del genere si possono citare: Abe Cunningham (Deftones), ritenuto eccezionale nei controtempi e in grado di eseguire ritmi lenti e veloci, passando dagli uni agli altri con grande facilità; David Silveria (ex batterista dei Korn); John Otto (Limp Bizkit). Joey Jordison (Slipknot), a differenza dei suoi colleghi, trae ispirazione più dal metal estremo che dal funk e dall'hip hop.

### DJ
Alcuni gruppi nu metal (in particolare quelli più ispirati al rap metal) hanno in organico un DJ, che nei brani inserisce più volte scratch, beat e campionamenti. Tra i principali DJ della scena nu metal si possono citare DJ Lethal (Limp Bizkit), Joe Hahn (Linkin Park), Chris Kilmore (Incubus) e Sid Wilson (Slipknot). Al contrario dei DJ prima citati, Frank Delgado dei Deftones non presenta uno stile di ispirazione hip hop, ma è influenzato soprattutto dall'ambient e dalla new wave/darkwave degli anni ottanta.